# Stazione dei Docklands
La stazione dei Docklands è una stazione ferroviaria che fornisce servizio Dublino, contea di Dublino, Irlanda. Fu aperta il 12 marzo 2007. Attualmente le linee che vi passano sono il Western Commuter della Dublin Suburban Rail, la linea 2 della Dublin Area Rapid Transit.
La sua costruzione fu resa necessaria perché la vicina stazione di Connolly non poteva più gestire treni pendolari che collegavano Dublino alla contea di Meath. Attualmente la stazione è uno dei terminali del Western Commuter.
La stazione è collegata col centro della città dai bus 93 e 151.

## Servizi
- Servizi igienici
- Capolinea autolinee
- Biglietteria a sportello
- Biglietteria self-service
- Distribuzione automatica cibi e bevande